# Brian Henton
Brian Henton (* 19. September 1946 in Castle Donington) ist ein ehemaliger englischer Automobilrennfahrer.

## Karriere
1974 wurde Henton englischer Meister in Formel 3. In den Saisons 1975 und 1977  sowie von 1981 bis 1982 war er bei 38 Formel-1-Grands-Prix gemeldet und konnte sich 19-mal für den Start qualifizieren. 1977 unterhielt er einen eigenen Rennstall, das British Formula One Racing Team. Seine beste Platzierung war der siebte Platz beim Großen Preis von Deutschland 1982. Beim Großen Preis von Großbritannien im selben Jahr gelang es ihm, die schnellste Rennrunde zu fahren.
Während seiner Formel-1-Pause startete Henton in der Formel 2 und wurde 1980 Formel-2-Europameister.

## Statistik

### Statistik in der Automobil-Weltmeisterschaft
Diese Statistik umfasst alle Teilnahmen des Fahrers an der Automobil-Weltmeisterschaft, die heutzutage als Formel-1-Weltmeisterschaft bezeichnet wird.

#### Einzelergebnisse
| Saison | 1   | 2   | 3   | 4   | 5    | 6   | 7   | 8   | 9   | 10  | 11  | 12  | 13  | 14  | 15 | 16 | 17 |
| ------ | --- | --- | --- | --- | ---- | --- | --- | --- | --- | --- | --- | --- | --- | --- | -- | -- | -- |
| 1975   |     |     |     |     |      |     |     |     |     |     |     |     |     |     |    |    |    |
|        |     |     |     |     |      |     |     |     | 16* |     | DNS |     | NC  |     |    |    |    |
| 1977   |     |     |     |     |      |     |     |     |     |     |     |     |     |     |    |    |    |
|        |     |     | 10  | DNQ |      |     |     |     | DNQ |     | DNQ | DSQ | DNQ |     |    |    |    |
| 1981   |     |     |     |     |      |     |     |     |     |     |     |     |     |     |    |    |    |
|        |     |     | DNQ | DNQ | DNPQ | DNQ | DNQ | DNQ | DNQ | DNQ | DNQ | 10  | DNQ | DNQ |    |    |    |
| 1982   |     |     |     |     |      |     |     |     |     |     |     |     |     |     |    |    |    |
| DNQ    | DNQ | DNF | DNF | DNF | 8    | 9   | NC  | DNF | 8   | 10  | 7   | DNF | 11  | DNF | 8  |    |    |

| Legende  | Legende            | Legende                                                          |
| Farbe    | Abkürzung          | Bedeutung                                                        |
| -------- | ------------------ | ---------------------------------------------------------------- |
| Gold     | –                  | Sieg                                                             |
| Silber   | –                  | 2. Platz                                                         |
| Bronze   | –                  | 3. Platz                                                         |
| Grün     | –                  | Platzierung in den Punkten                                       |
| Blau     | –                  | Klassifiziert außerhalb der Punkteränge                          |
| Violett  | DNF                | Rennen nicht beendet (did not finish)                            |
| Violett  | NC                 | nicht klassifiziert (not classified)                             |
| Rot      | DNQ                | nicht qualifiziert (did not qualify)                             |
| Rot      | DNPQ               | in Vorqualifikation gescheitert (did not pre-qualify)            |
| Schwarz  | DSQ                | disqualifiziert (disqualified)                                   |
| Weiß     | DNS                | nicht am Start (did not start)                                   |
| Weiß     | WD                 | zurückgezogen (withdrawn)                                        |
| Hellblau | PO                 | nur am Training teilgenommen (practiced only)                    |
| Hellblau | TD                 | Freitags-Testfahrer (test driver)                                |
| ohne     | DNP                | nicht am Training teilgenommen (did not practice)                |
| ohne     | INJ                | verletzt oder krank (injured)                                    |
| ohne     | EX                 | ausgeschlossen (excluded)                                        |
| ohne     | DNA                | nicht erschienen (did not arrive)                                |
| ohne     | C                  | Rennen abgesagt (cancelled)                                      |
| ohne     | keine WM-Teilnahme |                                                                  |
| sonstige | P/fett             | Pole-Position                                                    |
| sonstige | 1/2/3/4/5/6/7/8    | Punktplatzierung im Sprint-/Qualifikationsrennen                 |
| sonstige | SR/kursiv          | Schnellste Rennrunde                                             |
| sonstige | *                  | nicht im Ziel, aufgrund der zurückgelegten Distanz aber gewertet |
| sonstige | ()                 | Streichresultate                                                 |
| sonstige | unterstrichen      | Führender in der Gesamtwertung                                   |